# متنزه شيتينانجو الحكومي
تبلغ مساحة حديقة شيتينانجو الحكومية 193 أكر (0.78 كـم2) متنزه حكومي تقع في مقاطعة ماديسون، نيويورك،  شرق بحيرة كازينوفيا. تمتاز الحديقة ب شلال يبلغ ارتفاعه 167 قدم (51 م) والذي يتدفق على صخرة يبلغ عمرها 400 مليون عام تقريبًا. في الجزء السفلي من الشلالات، يتدفق جدول شيتينانحو المتعرج تحت جسر خشبي.  يقدم المنتزه مجموعة عديدة من الأنشطة بما في ذلك مؤائد التنزه مع أجنحة وملعب ومسار طبيعي والمشي لمسافات كبيرة وصيد الأسماك.
يأتي ما يقارب 45000 نزيل إلى الحديقة كل عام للمشاركة في مجموعة متنوعة من الأنشطة الترفيهية في الهواء الطلق. رغم ذلك العديد من مرشدي التخييم مستمرين ب ادراجها خطأً على أنها ساحة تخييم، فقد تم إقفال المخيم في المنتزه في منتصف العقد الأول من القرن الحادي والعشرين.
كما أن منتزه شيتينانغو الحكومي هو موطن الحلزون الكهرماني المتوطن و المهدد بالانقراض (نفيسكينا شيتينانغوينسيس).

## الممرات والمشاهدة الخلابة
في حين أن الحديقة مفتوحة على مدار السنة، يتم إغلاق الممر المؤدي إلى جسر مشاهدة الشلالات خلال أشهر الشتاء بسبب الظروف الجليدية ولا تزال مناظر الشلالات رائعة جدا من القمة، مع القدرة على رؤية الشلالات من جانب الجدول أو من سكة عرض صغيرة. على الجانب المقابل من الجدول، هناك ممر شديد الانحدار إلى قمة الشقوق مقابل المدخل. وعلى طول هذا المسار، وهناك العديد من بقع المشاهد.

## صالة عرض

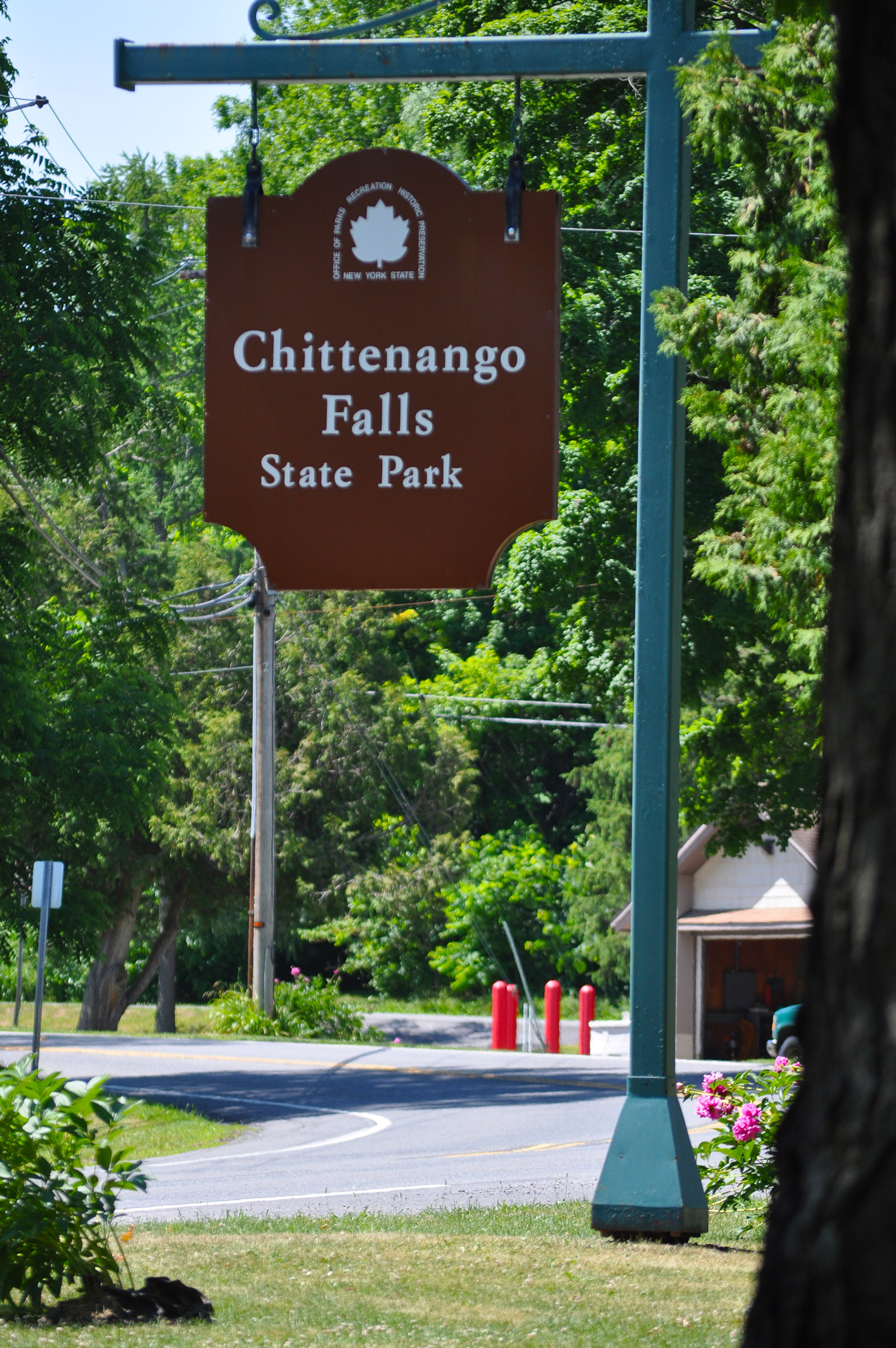
لوحة مدخل الحديقة.
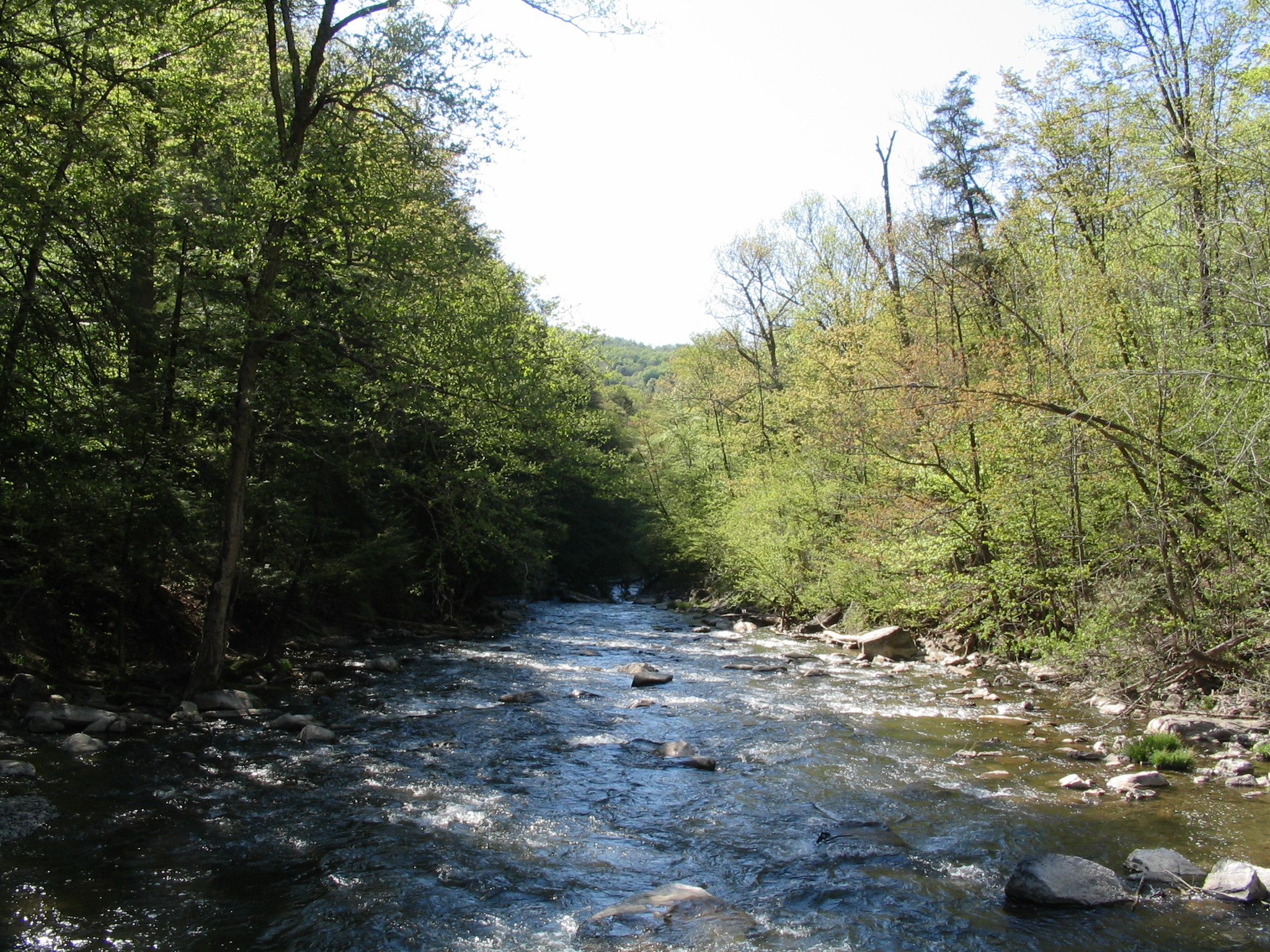
نهر شيتينانجو يتدفق بعيدًا عن الشلالات في مايو.
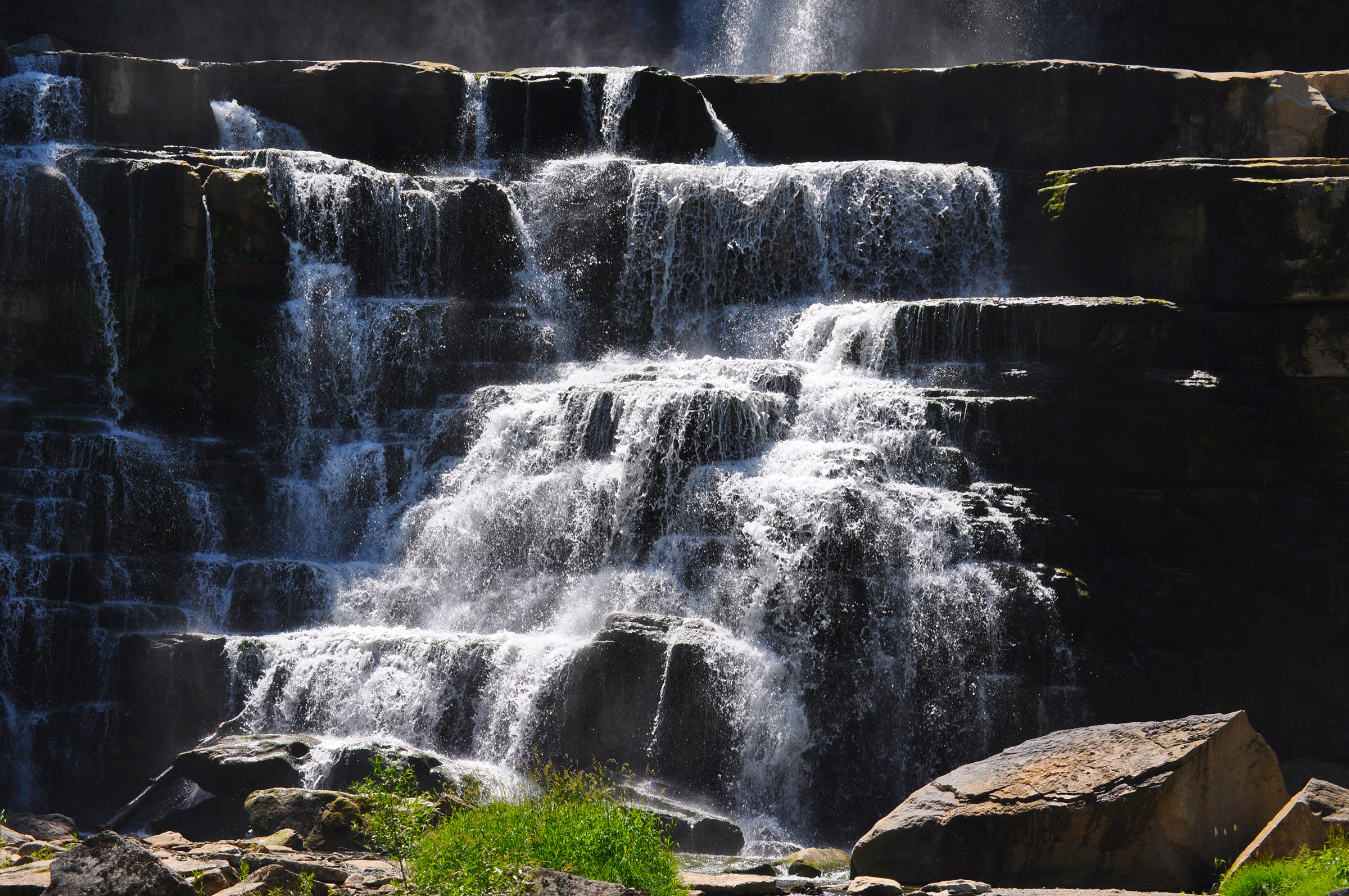
الجزء السفلي من شلالات شيتينانجو، كما يظهر من الجسر.

## روابط خارجية
- متنزهات ولاية نيويورك: حديقة ولاية شيتينانجو فولز
- Chittenango Falls State Park خريطة درب